# 丸ぼうろ

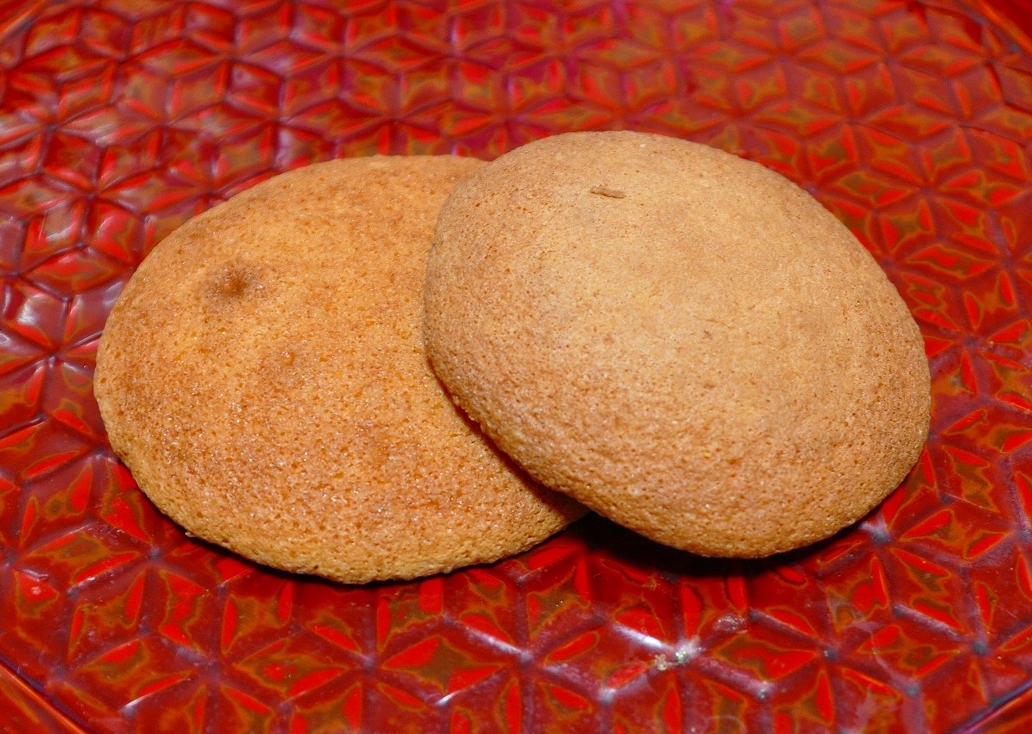
代表的な佐賀県産の丸ぼうろ。写真は佐賀県産丸ぼうろ発祥とされる北島と鶴屋の丸ぼうろ。
（左：北島の「丸芳露」）
（右：鶴屋の「丸房露」）

丸ぼうろ（まるぼうろ）は、佐賀県佐賀市を代表する銘菓の一つ。「丸芳露」「丸房露」などと記載される場合もある。2020年に「砂糖文化を広めた長崎街道～シュガーロード～」の構成文化財として日本遺産に認定された。なお、大分県中津市や薩摩地方も丸ぼうろを名産品としている。

## 起源
丸ぼうろの起源には様々な諸説がある。丸い形をしたボーロ（葡: bolo）という言葉から「まるぼーろ」となった説や、ヴェネツィアの商人で東方見聞録に日本を含めた東洋を紹介した事で著名な「マルコ・ポーロ」が語源となっているなどがある。
製法についてはポルトガルの北部の都市であるフェルゲイラスに伝わる郷土菓子である「カヴァカ・フィーナ・デ・カルダス」（葡: Cavaca Fina de Caldas）という焼き菓子が起源となっていると言われる。
一般的には他の南蛮菓子と同様に現地の言葉を日本語として解釈したものが語源になっている説が高く、又は前述の「カヴァカ・フィーナ・デ・カルダス」の発祥とされる店が「マルガリーデ」という屋号でもあり、ボーロがすでに日本に焼き菓子として既知されていた事から「マルガリーデのボーロ」という事で丸ぼうろになったとも、実際に食したポルトガル人がカヴァカとは違う柔らかさから「ボーロ（ケーキの意味）」と評した事から「丸ボーロ」になったとも言われるが語源は定かになってはいない。いずれにせよ、日本に伝来した南蛮菓子の大半がポルトガルを発祥としている事が有力となっており（菓子以外にも天麩羅もポルトガル）それらの菓子の材料に必要となる砂糖は大航海時代のヨーロッパにおいても非常に高価なものだった事から砂糖を取り扱えるのは修道院か薬局が主であった。したがって、日本におけるキリスト教布教活動において南蛮菓子が宗教的な重要な意味、あるいは船員達の健康を維持する為の長期的な航海において丸ぼうろも重要な食料として搭載された事も考えられ、他の菓子や食文化と同様に丸ぼうろが日本に伝来したと考えられる。

## 日本への伝来と製法の変化
先述の「カヴァカ・フィーナ・デ・カルダス」は現在日本に伝わる丸ぼうろに比べ堅い焼き菓子であり、どちらかと言えばクッキーに近いものであった。丸ぼうろとカヴァカ・フィーナ・デ・カルダスの材料はほぼ同じであるが、日本産小麦の質がポルトガル産と異なる（ポルトガル産小麦は硬質小麦でたんぱく質含有量が少ない）ため材料や製法が日本に伝来しても全く違う菓子になった、あるいは南蛮船が長期間の航海を行うことを考慮してしっかり焼き上げた、などの説がある。
現在に伝わる日本の丸ぼうろの起源には、佐賀市伊勢屋町の横尾家の祖先が17世紀後期に完成させたものをルーツとする「北島ルーツ説」および鶴屋の二代目店主太兵衛が17世紀中期に長崎にてオランダ人より製法を直伝に学んだとされる「鶴屋ルーツ説」がある。また、福岡県飯塚市に本社を構える千鳥屋が鶴屋が丸ぼうろを編み出す以前に既に製造していたとするものをルーツとする説もあるが、この丸ぼうろは千鳥屋の源流にあたる「松月堂」が販売していたものであり、当時の店舗は肥前国佐賀郡久保田村（現佐賀県佐賀市久保田町）である。しかし、いずれにせよ現在日本に流通している丸ぼうろの原点が佐賀県であり、佐賀銘菓として広く認識されている事は間違いない。こうした「元祖」を称するこれらの企業努力によって丸ぼうろの味を向上させ知名度向上にも一役買っており、その結果日本の銘菓としての地位まで伸し上げたといえる。尚、互いの老舗屋号が競り合って1つの菓子を進化させていった例は、他にも福岡県大牟田市の銘菓「草木饅頭」などもあり、今日の日本の家庭で親しまれている丸ぼうろはこれら老舗屋号の努力の賜物、あるいは佐賀県内の様々な菓子工房の努力によって日本人の味覚や食感に合わせた銘菓にまで進化してといっても過言ではない。

## 作り方
丸ぼうろは先述のカヴァカや、ボーロと同じく小麦粉、鶏卵、砂糖という3つの材料が基本となる。日本人の口に合う丸ぼうろは特に小麦粉が薄力粉の様に軟質小麦をベースにした小麦粉を使う必要があるのが最低条件となっている。砂糖に関しては上白糖を使う場合、三温糖を使う場合がある。又、市販ではなく家庭で作る場合は砂糖の代用でトレハロースなどを使用して低カロリー化も可能。粉もホットケーキミックスを代用して作る事も可能である為、焼き上げの為のオーブンさえあれば家庭環境でも簡単に作る事が出来る。製法によって前述の3つの基本材料の配合を微妙に違いを与えることによって様々な食感や味の変化を楽しむ事が出来る。その他、膨らましの為にソーダや重曹を混ぜる、口溶けの良さを出す為に蜂蜜を混ぜる、あるいは芳ばしさを出す為にごま油を混ぜるなどアレンジの幅も広く、実際に様々なアレンジが加えられた製品が店頭に並んでいる。焼き上げの温度も製法によってまちまちであるが、低い温度で170℃前後、高い温度で300℃以上で焼き上げる丸ぼうろがある。

## 逸話
大隈重信は明治29年の佐賀帰郷の際に丸ぼうろに惚れ込み、東京でこの故郷の味を懐かしんでいると聞いた菓子屋「鶴屋」の主人は職人を連れて上京し、東京の大隈邸内に窯を築いて、丸ぼうろをふるまったと言われる。